# Введенское (Фарафоновское сельское поселение)
Введенское — село в Кашинском городском округе Тверской области России, до 2018 года входило в состав Фарафоновского сельского поселения.

## География
Село находится в 13 км на северо-восток от города Кашина.

## История
В 1819 году в селе была построена каменная Введенская церковь с 3 престолами. 
В конце XIX — начале XX века село входило в состав Подберезской волости Кашинского уезда Тверской губернии. В 1889 году в селе было 20 дворов, церковно-приходская школа, ветряная мельница, маслобойня, толчея, красильное заведение, торговый амбар, промыслы: сапожный, овчинный, торговля мясом.
С 1929 года село являлось центром Введенского сельсовета Кашинского района Кимрского округа Московской области, с 1935 года — в составе Калининской области, с 1994 года — центр Введенского сельского округа, с 2005 года — в составе Фарафоновского сельского поселения, с 2018 года — в составе Кашинского городского округа.

## Население
| 1859 | 1889 | 1997 | 2002 | 2010 |
| ---- | ---- | ---- | ---- | ---- |
| 119  | ↘107 | ↘41  | ↘38  | ↘25  |